# Mastigodiaptomus maya
Mastigodiaptomus maya is een eenoogkreeftjessoort uit de familie van de Diaptomidae. De wetenschappelijke naam van de soort is voor het eerst geldig gepubliceerd in 2000 door Suárez-Morales & Elías-Gutiérrez.